# Сан-Марко (морской космодром)
Сан-Марко (также Космический центр Луиджи Брольо, итал. Centro Spaziale Luigi Broglio) — итальянский морской космодром. Первый «космодром на воде». Состоял из двух переоборудованных нефтяных платформ («Сан-Марко» и «Санта-Рита» стартовая площадка и ЦУП соответственно) и двух судов материально-технического обеспечения. Космодром был установлен в Индийском океане вблизи побережья Кении (залив Фармоза), недалеко от города Малинди, в точке с координатами 2,98˚ ю.ш. и 40,3˚ в.д. Использовался для запусков американских ракет «Скаут». Находился в эксплуатации с марта 1964 по март 1988 года.

## История
26 апреля 1967 года с платформы Сан-Марко был запущен итальянский спутник Сан-Марко 2. Таким образом, Италия стала четвёртой страной в мире (после СССР (1957) и США (1958), Франции (1965)), которая смогла построить свой собственный спутник, запустить его и контролировать его работу с помощью собственного персонала, а Сан-Марко 2 стал первым спутником в мире, запущенным в космос с морского космодрома, и первым спутником, который попал на экваториальную орбиту напрямую после запуска.
В 1988 году запуски были прекращены, оборудование не было разобрано, платформы законсервированы.
По состоянию на 2019 год, несмотря на то, что платформы не функционируют, станция коммуникации на суше, которая также относится к космическому центру Луиджи Брольо, продолжает работу; она помогает отслеживать спутники NASA, ESA, ASI и другие международные спутники.

## Современное состояние
Центр имени Луиджи Брольо занимается  приемом, спутниковых данных, телеметрии и отслеживании космических объектов, запущенных НАСА, ESA, CNES, Conae, Кенийским космическим агентством, и SpaceX.
В 2019 на космодроме работали 200 человек, из них 192 кенийцы.
В центре работает Международная школа подготовки по космическим дисциплинам.
Кроме Сан-Марко действует морская платформа Санта-Рита.

## Список запусков
Хронология запусков с космодрома Сан-Марко:
| дата                            | ракета-носитель             | спутник (Космический Аппарат)       |
| ------------------------------- | --------------------------- | ----------------------------------- |
| 25 марта 1964 г                 | «Апачи»                     | тестовый запуск                     |
| 30 марта 1964 г                 | «Апачи»                     | тестовый запуск                     |
| 2 апреля 1964 г                 | «Апачи»                     | тестовый запуск                     |
| 26 апреля 1967 г, 10:06         | «Скаут В S153C»             | 2761. COSPAR: 1967-038A (успешно)   |
| 12 декабря 1970 г, 10:53        | «Скаут В S175C»             | COSPAR: 1970-107A (успешно)         |
| 24 апреля 1971 г, 07:32, ракета | «Скаут В S173C»             | COSPAR: 1971-036A (успешно)         |
| 15 ноября 1971 г, 05:52, ракета | «Скаут В S163CR»            | COSPAR: 1971-096A (успешно)         |
| 17 ноября 1971 г, ракета        | «Nike Tomahawk NASA103GA»   | тестовый запуск                     |
| 13 марта 1972 г, 16:00          | «Апачи»                     | ISRC-PO-4 Aeronomy mission          |
| 14 марта 1972 г, 15:58          | «Апачи»                     | ISRC-PO-5 Aeronomy mission          |
| 15 марта 1972 г, 16:00          | «Апачи»                     | ISRC-PO-5 Aeronomy mission          |
| 15 марта 1972 г, 16:00          | «Апачи»                     | ISRC-PO-6 Aeronomy mission          |
| 16 марта 1972 г, 15:43          | «Апачи»                     | ISRC-PO-7 Aeronomy mission          |
| 22 марта 1972 г, 08:22          | «Апачи»                     | ISRC-PO-9 Aeronomy mission          |
| 15 ноября 1972 г, 22:13         | «Scout D-1-F S170CR»        | COSPAR: 1972-091A (успешно)         |
| 28 ноября 1972 г                | «Апачи»                     | Ionosphere / aeronomy mission       |
| 30 июля 1973 г, 13:07           | «Tomahawk»                  | Solar extreme ultraviolet mission   |
| 18 февраля 1974 г, 10:05        | « Scout D-1-F S190C»        | COSPAR: 1974-009A (успешно)         |
| 15 октября 1974 г, 07:47        | «Scout B-1 S187C»           | COSPAR: 1974-077A (успешно)         |
| 7 мая 1975 г, 22:45             | «Scout F-1 S194C»           | COSPAR: 1975-037A (SAS-3) (успешно) |
| 15 февраля 1980 г, 08:25        | «Super Arcas NASA 15.200UE» | Plasma mission                      |
| 25 марта 1988 г, 19:50          | «Scout G-1 S206C»           | COSPAR: 1988-026A (успешно)         |